# Parma Associazione Calcio 1986-1987
Questa voce raccoglie le informazioni riguardanti il Parma Associazione Calcio nelle competizioni ufficiali della stagione 1986-1987.

## Stagione
Quello della stagione 1986-1987 è un bel Parma, dopo aver incantato i suoi tifosi in Serie C1, continua a farlo anche in Serie B, lottando per la promozione. Il Parma arriva settimo, a soli 4 punti dal Pisa e dal Pescara che vincono il campionato con 44 punti, e solo 3 punti da Cesena, Lecce e Cremonese che si giocano la Serie A agli spareggi. La squadra ducale di Arrigo Sacchi chiude il torneo con la miglior difesa, e con un record strano, in trasferta è la meno battuta, 7 le sconfitte, ma senza vittorie, quindi con 12 pareggi. In campionato il sogno promozione svanisce il 31 maggio con la sconfitta interna (0-1) con il Cesena, che mina lo sprint finale dei ducali. Miglior marcatore di questa bella stagione del Parma è Mario Bortolazzi con 11 reti, delle quali 4 in Coppa Italia e 7 reti in campionato, tutte nel girone di andata.
Nella Coppa Italia il cammino è discreto, il Parma, prima del campionato, vince il quarto girone di qualificazione con 8 punti, battendo il Milan a San Siro, in primavera negli ottavi di finale si ritrova ad affrontare di nuovo il Milan di Niels Liedholm, e lo supera vincendo ancora in trasferta e pareggiando al Tardini, la squadra ducale accede in questo modo ai quarti di finale, nei quali a maggio cede all'Atalanta, nel doppio confronto, il passaggio alle semifinali.

## Organigramma societario
Area direttiva
- Presidente: geom. Ernesto Ceresini
- Direttore sportivo: Riccardo Sogliano
- Segretario: Sergio Canuti

Area tecnica
- Allenatore: Arrigo Sacchi
- Secondo allenatore: Pietro Carmignani
- Preparatore atletico: prof. Vincenzo Pincolini

## Divise e sponsor
Lo sponsor tecnico per la stagione 1986-1987 fu Umbro, mentre lo sponsor ufficiale Prosciutto di Parma.
| Casa | Trasferta | Terza divisa |

## Rosa

Il neoacquisto Davide Fontolan, alla sua unica stagione in Emilia, e il prodotto del vivaio Alessandro Melli, da quest'annata confermato in prima squadra dopo il debutto sul finire della precedente.

| N. |                   | Ruolo | Calciatore         |
| -- | ----------------- | ----- | ------------------ |
| -  | Italia (bandiera) | P     | Luca Bucci         |
| -  | Italia (bandiera) | P     | Marco Ferrari      |
| -  | Italia (bandiera) | D     | Roberto Mussi      |
| -  | Italia (bandiera) | D     | Gianluca Signorini |
| -  | Italia (bandiera) | D     | Walter Bianchi     |
| -  | Italia (bandiera) | D     | Roberto Bruno      |
| -  | Italia (bandiera) | D     | Walter Dondoni     |
| -  | Italia (bandiera) | D     | Gabriele Zamagna   |
| -  | Italia (bandiera) | D     | Giuseppe Corti     |
| -  | Italia (bandiera) | C     | Davide Zannoni     |

| N. |                   | Ruolo | Calciatore         |
| -- | ----------------- | ----- | ------------------ |
| -  | Italia (bandiera) | C     | Adolfo Sormani     |
| -  | Italia (bandiera) | C     | Mario Bortolazzi   |
| -  | Italia (bandiera) | C     | Aladino Valoti     |
| -  | Italia (bandiera) | C     | Valeriano Fiorin   |
| -  | Italia (bandiera) | C     | Davide Fontolan    |
| -  | Italia (bandiera) | C     | Andrea Galassi     |
| -  | Italia (bandiera) | A     | Alessandro Melli   |
| -  | Italia (bandiera) | A     | Gianpietro Piovani |
| -  | Italia (bandiera) | A     | Marco Rossi        |
| -  | Italia (bandiera) | A     | Davide Ricci       |

## Risultati

### Serie B

#### Girone di andata
| Parma 14 settembre 1986 1ª giornata | Parma             | 0 – 0 | Lazio | Stadio Ennio Tardini\| Arbitro: \| Mattei (Macerata) \| |
| Arbitro:                            | Mattei (Macerata) |       |       |                                                         |

| Bari 21 settembre 1986 2ª giornata | Bari             | 0 – 0 | Parma | Stadio della Vittoria\| Arbitro: \| Baldas (Trieste) \| |
| Arbitro:                           | Baldas (Trieste) |       |       |                                                         |

| Arbitro: | Gava (Conegliano) |

|                              |           |  |
| Bortolazzi 69’ Signorini 81’ | Marcatori |  |

| Arbitro: | Paparesta (Bari) |

|            |           |                       |
| Frutti 25’ | Marcatori | 74’ (rig.) Bortolazzi |

| Arbitro: | Testa (Prato) |

|                |           |  |
| Bortolazzi 30’ | Marcatori |  |

| Taranto 19 ottobre 1986 6ª giornata | Taranto      | 3 – 0 | Parma | Stadio Erasmo Iacovone\| Arbitro: \| Baldi (Roma) \| |
| Arbitro:                            | Baldi (Roma) |       |       |                                                      |

| Parma 26 ottobre 1986 7ª giornata | Parma          | 0 – 0 | Cagliari | Stadio Ennio Tardini\| Arbitro: \| Tarallo (Como) \| |
| Arbitro:                          | Tarallo (Como) |       |          |                                                      |

| Arbitro: | Coppetelli (Tivoli) |

|             |           |  |
| Faccini 80’ | Marcatori |  |

| Arbitro: | Gava (Conegliano) |

|                 |           |             |
| De Stefanis 13’ | Marcatori | 56’ Piovani |

| Parma 16 novembre 1986 10ª giornata | Parma       | 0 – 0 | Lecce | Stadio Ennio Tardini\| Arbitro: \| Novi (Pisa) \| |
| Arbitro:                            | Novi (Pisa) |       |       |                                                   |

| Arbitro: | Bruschini (Firenze) |

|                       |           |  |
| Bortolazzi 87’ (rig.) | Marcatori |  |

| Bologna 30 novembre 1986 12ª giornata | Bologna            | 0 – 0 | Parma | Stadio Renato Dall'Ara\| Arbitro: \| Sguizzato (Verona) \| |
| Arbitro:                              | Sguizzato (Verona) |       |       |                                                            |

| Arbitro: | Di Cola (Avezzano) |

|                                             |           |               |
| Bortolazzi 10’ Rossi 14’, 75’ Signorini 36’ | Marcatori | 25’ Lucchetti |

| San Benedetto del Tronto 14 dicembre 1986 14ª giornata | Sambenedettese | 0 – 0 | Parma | Stadio Riviera delle Palme\| Arbitro: \| Novi (Pisa) \| |
| Arbitro:                                               | Novi (Pisa)    |       |       |                                                         |

| Arbitro: | Pairetto (Torino) |

|                    |           |             |
| Piovani 75’ (rig.) | Marcatori | 20’ Marulla |

| Arbitro: | Testa (Prato) |

|            |           |  |
| Cucchi 63’ | Marcatori |  |

| Arbitro: | Paparesta (Bari) |

|            |           |  |
| Piovani 6’ | Marcatori |  |

| Arbitro: | Di Cola (Avezzano) |

|             |           |                       |
| Cinello 14’ | Marcatori | 84’ (rig.) Bortolazzi |

| Arbitro: | Frigerio (Milano) |

|                       |           |                         |
| Bortolazzi 88’ (rig.) | Marcatori | 55’ Rebonato 60’ Pagano |

#### Girone di ritorno
| Arbitro: | Bruschini (Firenze) |

|              |           |             |
| Mandelli 21’ | Marcatori | 75’ Sormani |

| Arbitro: | Fabricatore (Roma) |

|                            |           |            |
| Fiorin 50’ D. Fontolan 67’ | Marcatori | 54’ Cowans |

| Campobasso 1º marzo 1987 22ª giornata | Campobasso          | 0 – 0 | Parma | Stadio Nuovo Romagnoli\| Arbitro: \| Lamorgese (Potenza) \| |
| Arbitro:                              | Lamorgese (Potenza) |       |       |                                                             |

| Parma 8 marzo 1987 23ª giornata | Parma               | 0 – 0 | Modena | Stadio Ennio Tardini\| Arbitro: \| Coppetelli (Tivoli) \| |
| Arbitro:                        | Coppetelli (Tivoli) |       |        |                                                           |

| Arbitro: | Baldi (Roma) |

|             |           |                |
| Catalano 2’ | Marcatori | 1’ D. Fontolan |

| Arbitro: | Amendolia (Messina) |

|                 |           |  |
| D. Fontolan 37’ | Marcatori |  |

| Arbitro: | Fabricatore (Roma) |

|                 |           |                      |
| Bergamaschi 63’ | Marcatori | 42’ (aut.) Maritozzi |

| Arbitro: | Magni (Bergamo) |

|                             |           |  |
| Piovani 44’ D. Fontolan 58’ | Marcatori |  |

| Parma 12 aprile 1987 28ª giornata | Parma          | 0 – 0 | Arezzo | \| Arbitro: \| Leni (Perugia) \| |
| Arbitro:                          | Leni (Perugia) |       |        |                                  |

| Arbitro: | Bergamo (Livorno) |

|            |           |  |
| Barbas 13’ | Marcatori |  |

| Catania 26 aprile 1987 30ª giornata | Catania        | 0 – 0 | Parma | Stadio Cibali\| Arbitro: \| Luci (Firenze) \| |
| Arbitro:                            | Luci (Firenze) |       |       |                                               |

| Arbitro: | Sguizzato (Verona) |

|                          |           |  |
| Signorini 79’ Valoti 87’ | Marcatori |  |

| Arbitro: | Testa (Prato) |

|                            |           |  |
| Bertozzi 30’ Lucchetti 63’ | Marcatori |  |

| Arbitro: | Tuveri (Cagliari) |

|                           |           |              |
| Melli 69’ D. Fontolan 71’ | Marcatori | 77’ Selvaggi |

| Arbitro: | Magni (Bergamo) |

|          |           |            |
| Ambu 87’ | Marcatori | 47’ Valoti |

| Arbitro: | D'Elia (Salerno) |

|  |           |            |
|  | Marcatori | 49’ Bordin |

| Arbitro: | Longhi (Roma) |

|                                |           |             |
| Chiorri 14’ Finardi 67’ (rig.) | Marcatori | 43’ Bianchi |

| Arbitro: | Luci (Firenze) |

|                             |           |             |
| D. Fontolan 42’ Galassi 67’ | Marcatori | 61’ Dal Prà |

| Arbitro: | Casarin (Milano) |

|           |           |  |
| Bosco 72’ | Marcatori |  |

### Coppa Italia

#### Quarto girone
| Arbitro: | Dal Forno (Ivrea) |

|                |           |  |
| Bortolazzi 77’ | Marcatori |  |

| Arbitro: | Bruschini (Perugia) |

|              |           |  |
| Di Nicola 8’ | Marcatori |  |

| Arbitro: | Sguizzato (Verona) |

|                          |           |  |
| Melli 17’ Bortolazzi 89’ | Marcatori |  |

| Arbitro: | Luci (Firenze) |

|  |           |                |
|  | Marcatori | 9’ D. Fontolan |

| Arbitro: | Lamorgese (Potenza) |

|  |           |                          |
|  | Marcatori | 73’ Bortolazzi 79’ Melli |

#### Ottavi di finale
| Arbitro: | Baldas (Trieste) |

|  |           |                |
|  | Marcatori | 82’ Bortolazzi |

| Parma 8 aprile 1987 Ritorno | Parma               | 0 – 0 | Milan | Stadio Ennio Tardini\| Arbitro: \| Lo Bello (Siracusa) \| |
| Arbitro:                    | Lo Bello (Siracusa) |       |       |                                                           |

#### Quarti di finale
| Arbitro: | Coppetelli (Tivoli) |

|            |           |  |
| Magrin 65’ | Marcatori |  |

| Parma 6 maggio 1987 Ritorno | Parma             | 0 – 0 | Atalanta | Stadio Ennio Tardini\| Arbitro: \| Mattei (Macerata) \| |
| Arbitro:                    | Mattei (Macerata) |       |          |                                                         |

## Statistiche

### Statistiche di squadra
| Competizione | Punti | In casa | In casa | In casa | In casa | In casa | In casa | In trasferta | In trasferta | In trasferta | In trasferta | In trasferta | In trasferta | Totale | Totale | Totale | Totale | Totale | Totale | DR |
| Competizione | Punti | G       | V       | N       | P       | Gf      | Gs      | G            | V            | N            | P            | Gf           | Gs           | G      | V      | N      | P      | Gf     | Gs     | DR |
| ------------ | ----- | ------- | ------- | ------- | ------- | ------- | ------- | ------------ | ------------ | ------------ | ------------ | ------------ | ------------ | ------ | ------ | ------ | ------ | ------ | ------ | -- |
| Serie B      | 40    | 19      | 11      | 6       | 2       | 22      | 8       | 19           | 0            | 12           | 7            | 8            | 18           | 38     | 11     | 18     | 9      | 30     | 26     | +4 |
| Coppa Italia |       | 4       | 2       | 2       | 0       | 3       | 0       | 5            | 3            | 0            | 2            | 4            | 2            | 9      | 5      | 2      | 2      | 7      | 2      | +5 |
| Totale       |       | 23      | 13      | 8       | 2       | 25      | 8       | 24           | 3            | 12           | 9            | 12           | 20           | 47     | 16     | 20     | 11     | 37     | 28     | +9 |

### Statistiche dei giocatori
| Giocatore       | Serie B  | Serie B | Serie B     | Serie B    | Coppa Italia | Coppa Italia | Coppa Italia | Coppa Italia | Totale   | Totale | Totale      | Totale     |
| Giocatore       | Presenze | Reti    | Ammonizioni | Espulsioni | Presenze     | Reti         | Ammonizioni  | Espulsioni   | Presenze | Reti   | Ammonizioni | Espulsioni |
| --------------- | -------- | ------- | ----------- | ---------- | ------------ | ------------ | ------------ | ------------ | -------- | ------ | ----------- | ---------- |
| R. Andreoli     | -        | -       | -           | -          | 2            | 0            | ?            | ?            | 2        | 0      | 0+          | 0+         |
| M. Appio        | 1        | 0       | ?           | ?          | 1            | 0            | ?            | ?            | 2        | 0      | ?           | ?          |
| W. Bianchi      | 36       | 1       | ?           | ?          | 8            | 0            | ?            | ?            | 44       | 1      | ?           | ?          |
| F. Bertolotti   | -        | -       | -           | -          | 3            | 0            | ?            | ?            | 3        | 0      | 0+          | 0+         |
| M. Bortolazzi   | 34       | 7       | ?           | ?          | 8            | 4            | ?            | ?            | 42       | 11     | ?           | ?          |
| R. Bruno        | 34       | 0       | ?           | ?          | 8            | 0            | ?            | ?            | 42       | 0      | ?           | ?          |
| L. Bucci        | 1        | -1      | ?           | ?          | 1            | 0            | ?            | ?            | 2        | -1     | ?           | ?          |
| S. Casilli      | -        | -       | -           | -          | 3            | 0            | ?            | ?            | 3        | 0      | 0+          | 0+         |
| G. Corti        | 11       | 0       | ?           | ?          | 3            | 0            | ?            | ?            | 14       | 0      | ?           | ?          |
| M. Ferrari      | 38       | -25     | ?           | ?          | 9            | -2           | ?            | ?            | 47       | -27    | ?           | ?          |
| V. Fiorin       | 37       | 1       | ?           | ?          | 8            | 0            | ?            | ?            | 45       | 1      | ?           | ?          |
| D. Fontolan     | 31       | 6       | ?           | ?          | 6            | 1            | ?            | ?            | 37       | 7      | ?           | ?          |
| A. Galassi      | 36       | 1       | ?           | ?          | 7            | 0            | ?            | ?            | 43       | 1      | ?           | ?          |
| M. Giandebiaggi | 1        | 0       | ?           | ?          | -            | -            | -            | -            | 1        | 0      | 0+          | 0+         |
| C. Granata      | -        | -       | -           | -          | 1            | 0            | ?            | ?            | 1        | 0      | 0+          | 0+         |
| A. Melli        | 20       | 1       | ?           | ?          | 9            | 2            | ?            | ?            | 29       | 3      | ?           | ?          |
| M. Morbiducci   | -        | -       | -           | -          | 1            | 0            | ?            | ?            | 1        | 0      | 0+          | 0+         |
| R. Mussi        | 38       | 0       | ?           | ?          | 8            | 0            | ?            | ?            | 46       | 0      | ?           | ?          |
| G. Piovani      | 30       | 4       | ?           | ?          | 3            | 0            | ?            | ?            | 33       | 4      | ?           | ?          |
| D. Ricci        | 3        | 0       | ?           | ?          | -            | -            | -            | -            | 3        | 0      | 0+          | 0+         |
| M. Rossi        | 20       | 2       | ?           | ?          | 5            | 0            | ?            | ?            | 25       | 2      | ?           | ?          |
| G. Signorini    | 37       | 3       | ?           | ?          | 9            | 0            | ?            | ?            | 46       | 3      | ?           | ?          |
| A. Sormani      | 22       | 1       | ?           | ?          | 6            | 0            | ?            | ?            | 28       | 1      | ?           | ?          |
| A. Valoti       | 34       | 2       | ?           | ?          | 8            | 0            | ?            | ?            | 42       | 2      | ?           | ?          |
| G. Zamagna      | 19       | 0       | ?           | ?          | 4            | 0            | ?            | ?            | 23       | 0      | ?           | ?          |
| D. Zannoni      | 7        | 0       | ?           | ?          | 1            | 0            | ?            | ?            | 8        | 0      | ?           | ?          |